# Rankin County
Rankin County is een county in de Amerikaanse staat Mississippi.
De county heeft een landoppervlakte van 2.006 km² en telt 115.327 inwoners (volkstelling 2000). De hoofdplaats is Brandon.